# Cervarese Santa Croce
Cervarese Santa Croce – miejscowość i gmina we Włoszech, w regionie Wenecja Euganejska, w prowincji Padwa.
Według danych na rok 2004 gminę zamieszkiwało 4709 osób, 277 os./km².